# Porta-voz
Um porta-voz é uma pessoa que fala em nome de outra, mas que não se constitui, necessariamente, como parte de outra (isto é, não precisa ser um empregado do representado).

## Atividades

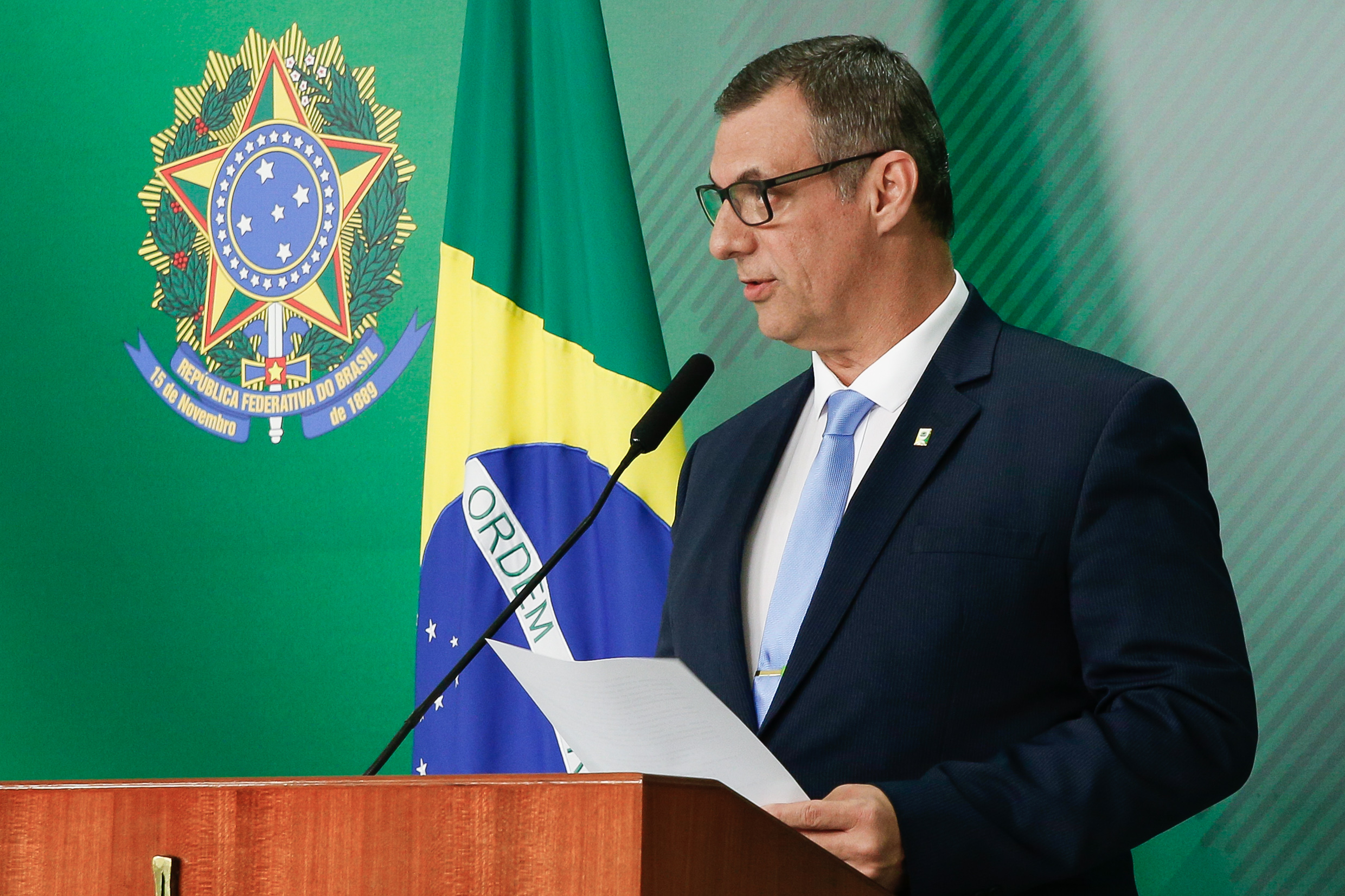
General Otávio Rêgo Barros, porta-voz do Governo Jair Bolsonaro, durante pronunciamento em Brasília, em 2019

No mundo moderno exposto aos meios de comunicação, muitas organizações e órgãos governamentais estão utilizando-se com frequência cada vez maior do trabalho de profissionais que receberam treinamento formal em jornalismo, comunicações e relações públicas para assumir este cargo, e assegurar que os pronunciamentos públicos sejam feitos da forma mais apropriada e através dos canais competentes para maximizar o impacto das mensagens favoráveis e minimizar o impacto das desfavoráveis. Astros populares dos esportes (tais como Pelé ou Michael Jordan) são frequentemente escolhidos como porta-vozes em anúncios comerciais.
Uma corporação pode ser representada em público pelo seu principal executivo, diretor ou presidente, ou quem juridicamente o puder representar, segundo os estatutos da companhia. Em acréscimo, e numa base diária para anúncios rotineiros, o trabalho pode ser desempenhado por uma Assessoria de Comunicação terceirizada ou um departamento interno de Relacionamento com Investidores (ou seus equivalentes), que atuarão como porta-vozes.

## Habilidades
Porta-vozes devem ter:
- Antenas – olhos e ouvidos dentro e fora da organização, que serão úteis para detectar assuntos delicados com os quais a organização poderá se confrontar e que podem impactar em sua imagem. Isto inclui manter-se em dia com os assuntos cotidianos e notícias nos jornais diários e Internet a respeito da companhia, seus concorrentes, etc.
- Sensitividade – conhecimento da imprensa e dos formadores de opinião, para avaliar o impacto ou reação provável de qualquer pronunciamento a ser feito.
- Antecipação – habilidade para prever perguntas que provavelmente serão feitas e assim preparar respostas adequadas que satisfaçam às partes interessadas.
- Conhecimento interno – conhecimento íntimo da corporação e das questões operacionais que ela encara.
- Acesso de alto nível – contatos diários próximos com a alta direção da empresa para se assegurar de que a imagem da corporação está sendo mantida de forma coerente.

## Presidências de repúblicas
- Brasil: Porta-voz da Presidência da República, a função é regulada pelo decreto nº 6377 de 19 de fevereiro de 2008.[1]
- Estados Unidos: Porta-voz da Casa Branca